# اویارسلام

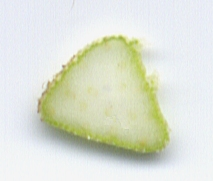
مقطع ساقه آبیارسلام

اویارسلام یا آبیارسلام (نام علمی: Cyperus rotundus) گیاهی است یکساله از خانواده جگنیان که بیشتر در کشتزارهای آبی به‌ویژه در شالیزارها یافت می‌شود. ارتفاع گیاه به ۷۰ سانتی‌متر می‌رسد. ساقه اویارسلام مقطع سه‌گوش شکل دارد و کلفتی آن نزدیک به ۴ میلی‌متر است.
میوه اویارسلام گندمه بیضی‌شکل و به رنگ قهوه‌ای است. اویارسلام با بذر تکثیر می‌شود.
اویارسلام به جنس اویارسلام ارغوانی cyperus rotundus و اویارسلام زرد cyperus esculanthus
اویارسلام از خانواده cyperaceae هستند.
اویارسلام ارغوانی :ریشه تولید اندام هوایی و ریزوم می‌کند. گل آذین خوشه‌ای - دم گل باریک و طویل و غیر یکسان، بذر سه گوش و به رنگ قهوهای تا سیاه
با اویارسلام زرد: ریزوم در نوک ریشه ظاهر می‌شود. گل زرد یا زرد مایل به قهوه‌ای، دانه قهوه ای
مایل به زرد
مبارزه با این علف هرز بسیار مشکل است استفاده از سموم سیستماتیک مثل گلیفوزیت که در هنگام گل دادن گیاه استفاده می‌گردد مفید است البته یک سم غیر انتخابی است و در موقع استفاده به این نکته باید توجه داشت. این علف هرز در مزارع برنج گسترش زیادی دارد و در این مزارع با علف کش بازاگران تا حدودی قابل کنترل است. این علف هرز با توجه به خصوصیات خاصش برای مزارع استانهای شمالی، اصفهان، شیراز، لرستان وسایر مناطق کشور که برنج وسایر محصولات نیازمند آب زیاد را پرورش می‌دهند، یک خطر بزرگ است.